# Scolia fuciformis
Scolia fuciformis is een vliesvleugelig insect uit de familie van de Scoliidae. De wetenschappelijke naam van de soort is voor het eerst geldig gepubliceerd in 1786 door Scopoli.